# Buckow-Steckelsdorf-Göttlin
Buckow-Steckelsdorf-Göttlin este o arie protejată (arie specială de conservare — SAC, sit de importanță comunitară — SCI) din Germania întinsă pe o suprafață de 288,72 ha, integral pe uscat.

## Localizare
Centrul sitului Buckow-Steckelsdorf-Göttlin este situat la coordonatele 52°36′43″N 12°16′24″E / 52.6119°N 12.2733°E.

## Înființare
Situl Buckow-Steckelsdorf-Göttlin a fost declarat sit de importanță comunitară în septembrie 2000 pentru a proteja 8 specii de animale. Situl a fost protejat și ca arie specială de conservare în februarie 2017.

## Biodiversitate
Situată în ecoregiunea continentală, aria protejată conține 7 habitate naturale: Lacuri eutrofice naturale cu vegetație de tip Magnopotamion sau Hydrocharition, Pajiști uscate europene, Pajiști cu Molinia pe soluri calcaroase, turboase sau argilos-nămoloase (Molinion caeruleae), Liziere de ierburi înalte hidrofile de câmpie și de nivel montan până la alpin, Fânețe de joasă altitudine (Alopecurus pratensis, Sanguisorba officinalis), Păduri acidofile de stejar bătrân cu Quercus robur pe câmpii nisipoase, Păduri aluvionare cu Alnus glutinosa și Fraxinus excelsior (Alno-Padion, Alnion incanae, Salicion albae).
La baza desemnării sitului se află mai multe specii protejate:
- păsări (1): buhai de baltă (Botaurus stellaris stellaris)
- amfibieni (1): triton cu creastă (Triturus cristatus)
- mamifere (3): liliac cârn (Barbastella barbastellus), castor (Castor fiber), vidră de râu (Lutra lutra)
- nevertebrate (2): Vertigo angustior, Vertigo moulinsiana
- pești (1): țipar (Misgurnus fossilis)

Pe lângă speciile protejate, pe teritoriul sitului au mai fost identificate 13 specii de plante, 4 specii de amfibieni, 2 specii de reptile.